# 縣道135號
縣道135號（和美－彰化），北起彰化縣和美鎮李厝接國道三號和美交流道，南至彰化縣彰化市頂莿桐腳，全長共計8.195公里。

## 歷史沿革
2017年11月3日交通部公告調整彰化縣轄內縣、鄉道公路路線。
- 原縣道135號 和美－溪湖全線廢止，原0.0~0.617k和美市區段解編為一般道路，原0.617~8.718k和美至鹿港路段改編為新縣道138甲線，8.718~10.625k鹿港市區路段解編為一般道路，原10.625k~21.341k福興至溪湖路段併入縣道146號，21.341~21.823k溪湖市區路段，改為一般道路。
  - 和美鎮：彰美中山路口0.0k⇒鹿和和平路口（起點， 縣道138號岔路）⇒鎮公所前（ 縣道134號岔路）
  - 鹿港鎮：頂番婆3.5k（ 縣道139甲線岔路）⇒文武廟9.7k（左 縣道142號岔路）
  - 福興鄉：員林大排福鹿橋10.8k（（左 縣道144號岔路））⇒同安（左 縣道144甲線岔路）
  - 埔鹽鄉：盧厝（右縣道135甲線岔路）⇒鄉公所
  - 溪湖鎮：鎮公所21.3k（左 縣道146號岔路）⇒員鹿二溪路口21.823k（終點， 縣道148號岔路）

- 原縣道135甲線 盧厝－鹿島橋全線廢止，新編為鄉道彰193線，路線名改為埔鹽－溪湖。
  - 埔鹽鄉：盧厝0.0k（ 縣道135號岔路）
  - 溪湖鎮：外四塊厝10.5k（與 縣道148號共線起點）⇒溪湖橋10.9k（與 縣道148號共線終點、舊濁水溪畔起點）⇒鹿島橋14.956k（ 台19線岔路、舊濁水溪畔終點）

- 原縣道134甲線及縣道134乙線全線廢止，原路段併編為新縣道135號。

2024年1月24日交通部公告彰化縣縣道及鄉道公路路線調整明細表，縣道135號自嘉卿路（ 彰208線）岔路以北路段解編534公尺，起點縮短至該路口。

## 行經行政區域
全線均位於彰化縣境內。
| 和美鎮 | 和美交流道 | 0.000 | 國道三號 · 彰208線 | 公路起點      |  |
| 和美鎮 | 李厝       | －    | （地區道路）       |               |  |
| 和美鎮 | 竹仔腳     | 1.700 | 彰195線            |               |  |
| 和美鎮 | 頂柑子井   | －    | 彰6線              |               |  |
| 和美鎮 | 打鐵山     | 3.800 | 縣道134號          |               |  |
| 和美鎮 | 嘉犁       | 4.800 | 縣道138號          | 縣道138號終點 |  |
| －     |            |       |                    |               |  |
| 彰化市 | 浮景頭     | －    | （地區道路）       |               |  |
| 彰化市 | 磚仔磘     | 6.300 | 彰209線            |               |  |
| 彰化市 | 平和厝     | －    | （地區道路）       |               |  |
| 彰化市 | －         |       |                    |               |  |
| 彰化市 | 頂莿桐腳   | 7.900 | 縣道142號          |               |  |
| 彰化市 | 頂莿桐腳   | 8.195 | 台19線             | 公路終點      |  |
|        |            |       |                    |               |  |

## 沿線設施與景點
- 和美交流道（ 國道三號）

## 車道數與速限
| 區間 | 車道數 | 車道數 | 車道數 | 最高速限 （km/h） | 備註 |
| 區間 | 南下   | 北上   | 雙向   | 最高速限 （km/h） | 備註 |
| ---- | ------ | ------ | ------ | ----------------- | ---- |
| 全線 | 2      | 2      | 4      | 60                |      |